# Пиетросу (Јаши)
Пиетросу (рум. Pietrosu) насеље је у Румунији у округу Јаши у општини Татаруши. Oпштина се налази на надморској висини од 303 m.

## Становништво
Према подацима из 2002. године у насељу је живело 1056 становника, од којих су сви румунске националности.